# Прострел альпийский
Простре́л альпи́йский (лат. Pulsatílla alpína) — многолетнее растение, вид рода Прострел (Pulsatilla) семейства Лютиковые (Ranunculaceae). По другой классификации, вместе со всем родом Прострел входит в одноимённую секцию рода Ветреница (Anemone)

## Описание
Многолетнее травянистое растение, гемикриптофит. Цветоносный стебель 10—30 см в высоту, при плодоношении удлиняется. Прикорневые листья на длинных черешках, опушённые, дважды — трижды перисторассечённые, сегменты рассечённые не до самой средней жилки. Стеблевые листья на более коротких черешках.
Цветок на цветоносе единственный, прямостоячий, 4—6 см в диаметре, белого или жёлтого цвета различной интенсивности. Доли околоцветника в числе 6 (редко больше) яйцевидные, с внешней стороны иногда красноватые, с шелковистыми поверхностями.

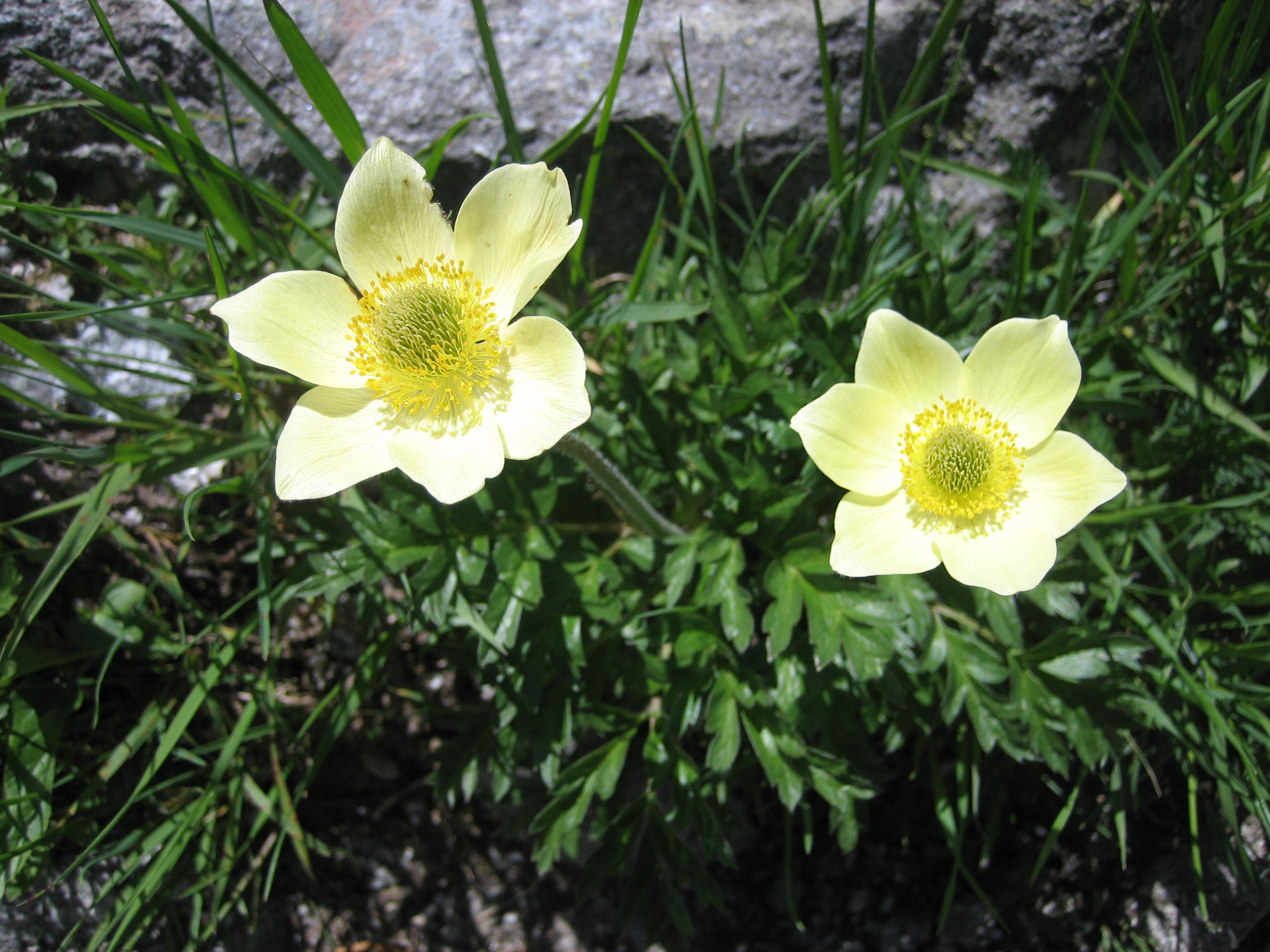
Прострел серно-жёлтый — подвид прострела альпийского

Плод — многоорешек, орешки с длинными перистыми сохраняющимися столбиками.
Число хромосом — 2n = 16.
Различия в окраске цветков побудили исследователей выделить внутри вида множество подвидов (или вовсе разделить его на несколько самостоятельных видов). Однако вполне возможно, что один вид прострел альпийский так отзывается на почвенные условия: на богатых известью почвах произрастают в основном растения с белыми цветками, в то время как желтоцветковые формы (прострел серно-жёлтый) — кальцефобы.

## Экология и распространение
Орофит, произрастает на горных пастбищах и на скалах. Распространён в Центральной и Южной Европе — от Испании до Германии.

## Хозяйственное значение
Декоративное растение, выращивается на альпийских горках.

## Таксономия и систематика
Прострел альпийский — очень изменчивый вид, нередко разделяемый на множество более мелких таксонов с расплывчатыми границами. Считается, что весь этот комплекс отделился от вида Pulsatilla aurea около 1,8 млн лет назад, а его расхождение началось порядка 1,4 млн лет назад.

### Подвиды
- Pulsatilla alpina subsp. alpina
- Pulsatilla alpina subsp. apiifolia (Scop.) Nyman, 1878 — Прострел серно-жёлтый
- Pulsatilla alpina subsp. austroalpina D.M.Moser, 2003
- Pulsatilla alpina subsp. cantabrica M.Laínz, 1983
- Pulsatilla alpina subsp. cottianaea (Beauverd) D.M.Moser, 2003
- Pulsatilla alpina subsp. cyrnea Gamisans, 1977
- Pulsatilla alpina subsp. font-queri M.Laínz & P.Monts., 1984
- Pulsatilla alpina subsp. millefoliata (Bertol.) D.M.Moser, 2003
- Pulsatilla alpina subsp. montsicciana (O.Bolòs & Vigo) Rivas Mart., 2002
- Pulsatilla alpina subsp. schneebergensis D.M.Moser, 2003

### Синонимы
Известно множество синонимов, среди которых:
- Anemone alpina L., 1753basionym
- Anemone sulphurea L., 1767
- Preonanthus alpinus (L.) Fourr., 1868
- Pulsatilla sulphurea (L.) Sarnth. & Dalla Torre, 1909